# Sinoman
Sinoman is een bestuurslaag in het regentschap Pati van de provincie Midden-Java, Indonesië. Sinoman telt 1432 inwoners (volkstelling 2010).